# Distribució de Wishart inversa complexa
La distribució de Wishart inversa complexa és una distribució de probabilitat matricial definida en matrius definides positives de valor complex i és l'analògic complex de la distribució de Wishart inversa real. La complexa distribució de Wishart va ser investigada àmpliament per Goodman mentre que Shaman i altres mostren la derivació de la inversa. Té la màxima aplicació en la teoria d'optimització de mínims quadrats aplicada a mostres de dades de valors complexos en sistemes de radiocomunicacions digitals, sovint relacionades amb el filtratge complex del domini de Fourier.
Lloguer {\displaystyle \mathbf {S} _{p\times p}=\sum _{j=1}^{\nu }G_{j}G_{j}^{H}} sigui la covariància mostral de vectors p complexos independents {\displaystyle G_{j}} la covariància hermitiana té una distribució Wishart complexa {\displaystyle \mathbf {S} \sim {\mathcal {CW}}(\mathbf {\Sigma } ,\nu ,p)} amb valor mitjà {\displaystyle \mathbf {\Sigma } {\text{ and }}\nu } graus de llibertat, després el pdf de {\displaystyle \mathbf {X} =\mathbf {S^{-1}} } segueix la distribució de Wishart inversa complexa.

## Funció de Densitat[4]
Si {\displaystyle \mathbf {S} _{p\times p}} és una mostra de la complexa distribució Wishart {\displaystyle {\mathcal {CW}}({\mathbf {\Sigma } },\nu ,p)} tal que, en el cas més senzill, {\displaystyle \nu \geq p{\text{ and }}\left|\mathbf {S} \right|>0} aleshores {\displaystyle \mathbf {X} =\mathbf {S} ^{-1}} es mostra a partir de la distribució de Wishart complexa inversa {\displaystyle {\mathcal {CW}}^{-1}({\mathbf {\Psi } },\nu ,p){\text{ where }}\mathbf {\Psi } =\mathbf {\Sigma } ^{-1}}.
La funció de densitat de {\displaystyle \mathbf {X} } és
{\displaystyle f_{\mathbf {x} }(\mathbf {x} )={\frac {\left|\mathbf {\Psi } \right|^{\nu }}{{\mathcal {C}}\Gamma _{p}(\nu )}}\left|\mathbf {x} \right|^{-(\nu +p)}e^{-\operatorname {tr} (\mathbf {\Psi } \mathbf {x} ^{-1})}}
on {\displaystyle {\mathcal {C}}\Gamma _{p}(\nu )} és la funció gamma multivariant complexa
{\displaystyle {\mathcal {C}}\Gamma _{p}(\nu )=\pi ^{{\tfrac {1}{2}}p(p-1)}\prod _{j=1}^{p}\Gamma (\nu -j+1)}